# Sommer-Paralympics 2032
Die XIX. Paralympischen Sommerspiele (englisch: 2032 Summer Olympics) werden voraussichtlich vom 24. August bis zum 5. September 2032 in Brisbane (Australien) ausgetragen. Die Paralympics sind die Olympischen Spiele für Menschen mit körperlicher Behinderung und deren wichtigstes und größtes Sportereignis.

## Vergabe
Abweichend zur üblichen Praxis nahm das IOC bei dem Vergabeverfahren eine Vorauswahl vor. Zuvor äußerten neben Brisbane auch Deutschland mit der Rhein-Ruhr-Region (Nordrhein-Westfalen), Katar und Indonesien mit seiner Hauptstadt Jakarta Interesse.
Am 21. Juli 2021 bereits elf Jahre vor Beginn der Olympischen Sommerspiele 2032 gab das IOC die Vergabe der Spiele und der Paralympics an Brisbane bekannt.
Nach Melbourne 1956 und Sydney 2000 wird Australien nach 32 Jahren zum dritten Mal Austragungsort der Olympischen und zum zweiten Mal Austragungsort der Paralympischen Spiele sein.